# Abuta antioquiana
Abuta antioquiana är en tvåhjärtbladig växtart som beskrevs av Krukoff och Barneby. Abuta antioquiana ingår i släktet Abuta och familjen Menispermaceae. Inga underarter finns listade i Catalogue of Life.